# Archi (Abruzzen)
Archi ist eine italienische Gemeinde (comune) mit 1941 Einwohnern (Stand 31. Dezember 2023) in der Provinz Chieti, Abruzzen.

## Geographie
Archi liegt 51 Kilometer südöstlich von Chieti. Die Nachbargemeinden sind Altino, Atessa, Bomba, Perano, Roccascalegna und Tornareccio.

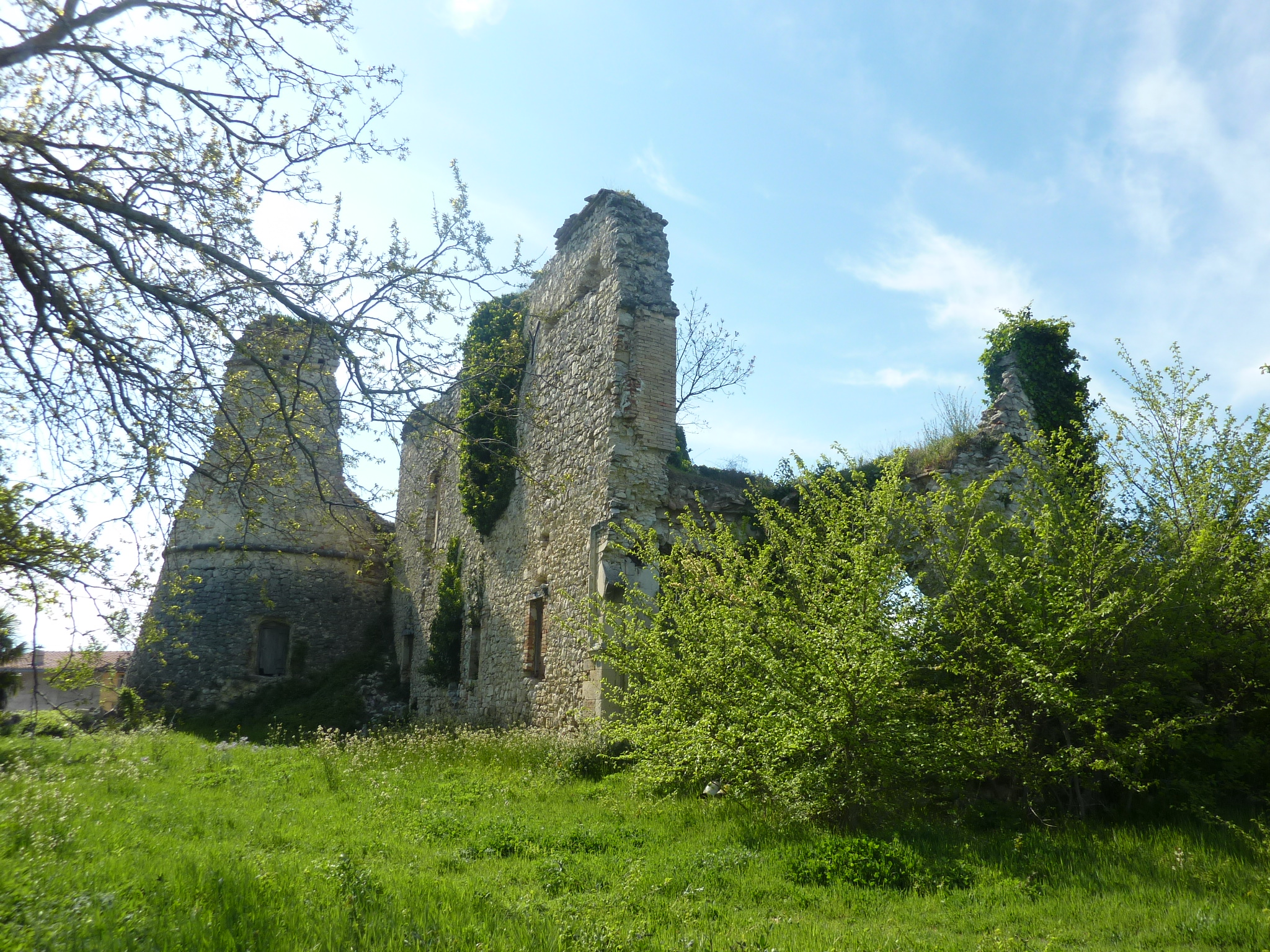
Die Ruine des Palazzo Baronale

## Verwaltungsgliederung
Zum Gemeindegebiet von Archi gehören noch die folgenden Fraktionen: Caduna, Canala, Cannella, Colle della Guardia, Colle Verri, Fara d’Archi, Fonte Cittadone, Fonte Maggiore, Grotte, Isca d’Archi, Macchie Pianello, Montagna, Piane d’Archi, Pianello, Rascitti, Rongiuna, Ruscitelli, San Luca, Sant’Amico, Solagne, Valle Franceschelli und Zainello.

## Weinbau
In der Gemeinde werden Reben der Sorte Montepulciano für den DOC-Wein Montepulciano d’Abruzzo angebaut.